# Mafdet
Mafdet ist zunächst in der Frühzeit eine altägyptische Gottheit in der Duat, in der sie als Himmelspanther tätig ist.
In Verbindung mit ihr zeigt die Abbildung auf einem altägyptischen Zaubermesser, ausgestellt im Britischen Museum zu London, den solaren und himmlischen Charakter des Panthers. Auf ihm ist die Phase eines Sonnenlaufs zu sehen. Die gesamte Komposition einschließlich des Pantherkopfes endet in den Flügeln eines nicht zu erkennenden Wesens. Ägyptologen verorten daher die Handlung in den Leib des Himmelspanthers.
Im Verlauf der altägyptischen Geschichte übernimmt die Himmelsgöttin Nut die astralen Funktionen der Mafdet. Der Wechsel ihrer Aufgabenbereiche wird durch die Wandlung zu einer Katzen- und löwenköpfigen Schlangengottheit in ihrer äußeren Erscheinungsform sichtbar.

## Hintergrund

### Frühdynastische Zeit und Altes Reich
Die Göttin Mafdet ist auf Steingefäßen der frühdynastischen Periode zu sehen, die wohl aus der Regierungszeit des Den und Semerchet stammen. Auf einer Abbildung aus Abydos fungiert sie als göttlicher Panther, der mit der rechten Tatze ein Was-Zepter hält, das in dieser Anordnung einen Phallus symbolisieren könnte. Sie steht dabei auf einer Neb-Hieroglyphe; darunter befindet sich in einem Haus ein Anch-Zeichen. Die gesamte Darstellung spielt auf einen ihrer Beinamen an: „Herrin des Lebenshauses“ („Nebet Hut-anch“). Daneben wird Mafdet mit dem Hinrichtungspfahl in Verbindung gebracht, wo sie die Köpfe der hingerichteten Verbrecher frisst.
Im Alten Reich wird die Göttin in den Pyramidentexten als „Mafdet mit dem Messer in der Hand“ erwähnt und hat die Funktion einer Schutzgöttin der Verstorbenen inne, die darüber wacht, dass sich die Schlange als Feind der Toten nicht nähern kann. Fuß und Arm der Verstorbenen gelten als Fuß und Arm der Mafdet, die zu dieser Zeit den erweiterten Titel „Die inmitten des Lebenshauses ist“ führte. Darstellungen auf „Zaubermessern“ des frühen Mittleren Reiches zeigen Mafdet als Pantherkatze in ihrer Hauptfunktion des Alten Reiches, in welcher sie als Schlangenfeindin und Vernichterin der Feinde des Sonnengottes Re wirkt. Insbesondere tritt sie im Verbund mit anderen Gottheiten als Schützerin von Re in der Phase als Chepri kurz nach der Geburt in Erscheinung.
Die Krallen der Mafdet symbolisieren die Knochenspitzen der Doppelspitze des Stabes. Im Zusammenhang mit dem Pantherfell werden Mafdet und Seschat genannt, da beide als einzige weibliche Gottheiten die Insigne des Pantherfells tragen.

### Mittleres- und Neues Reich

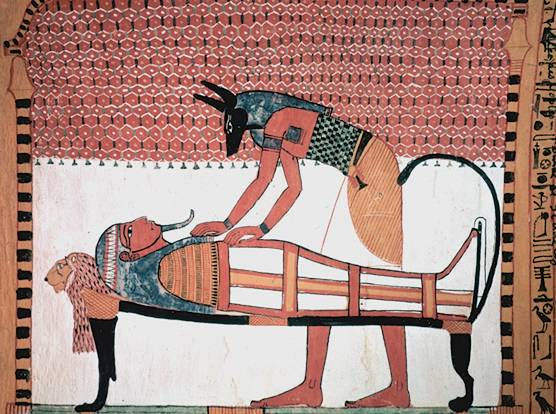
Mafdet im Verbund mit Osiris. Als „Öffner der Wege“ ist Anubis tätig.

Bereits im späten Mittleren Reich sind Wesensveränderungen der Mafdet erkennbar, da sie den passiven Status ihrer alten Funktion als Schutzgöttin ändert und ergänzend aktiv in den Totenkult eingreift. Ihre neuen Aufgabenbereiche beinhalten nun die „Vereinigung der Glieder des Osiris“ und die Versorgung der Verstorbenen, die sich fortan „von den Jungtieren der Mafdet“ ernähren.
Mafdet erscheint als Pantherfellträgerin im Kontext der Balsamierung durch Anubis und der erfolgten Vereinigung mit Osiris, da Mafdet zugleich mit dem Pantherfell die Mächte des Seth abwehrt.
Im Neuen Reich ist die vollständige Transformation abgeschlossen, da Mafdet nun die Rolle des Verstorbenen übernommen hat. Ihre alte Aufgabe als Schutzgöttin und Schlangenfeind übernimmt der Tote selbst, der „die Schlange Iaret ermahnt, sich von ihm fernzuhaltent“. In der ägyptischen Mythologie ist sie es nun, die Apophis das Herz ausreißt und als eine der Gottheiten im „Lebenshaus von Heliopolis“ verehrt wird.

### Spätzeit und Griechisch-römische Zeit
Mit Beginn der Spätzeit verkörpert Mafdet zusätzlich Nephthys, während die neue männliche Totengottheit Mafed als Gleichsetzung des Behedeti erstmals belegt ist. In der griechisch-römischen Zeit wird Mafdet zur Tempelgöttin des 6. sowie des 18. unterägyptischen Gaus ernannt und übernimmt zudem die Funktionen der Menhit und Mut.
Damit vereint sie die Attribute der Schlangengöttin Uto und der Löwengöttin Sachmet. Entsprechend ändert sich die Ikonografie der Mafdet, die nun als löwenköpfige Schlange dargestellt wird. Amulette zeigen sie zusätzlich als Katze, die gemeinsam mit dem Falken und Löwen die Gottheit Horus schützt. Außerdem tritt Mafdet in den Anfängen der griechisch-römischen Zeit als Chronokratin des 5. Schemu I auf. Etwa zwei Jahrhunderte später ist sie genealogisch in der Funktion der Mafdet-sat-Geb als Tochter des Geb und Chronokratin des 3. Schemu III. bezeugt.

## Mythologische Rolle der Mafdet

### Mafdet als Universalgottheit
Der Ägyptologe Wolfhart Westendorf postulierte das Erscheinungsbild der Mafdet in prädynastischer Zeit als „Universalgottheit“. Basierend auf diesem Fundament sieht Westendorf in ihr die Verkörperung von Fruchtbarkeit, Sexualität und Lebenskraft. Diese Wesenszüge vereinigte Mafdet in sich als ideale Throngöttin, die deshalb als Schutzmacht des Königs auftritt und für die Erhaltung seiner Lebenskraft sorgt. Die Eigenschaften wurden später an Hathor, Isis und Nephthys weitergegeben.
Weitergehende Untersuchungen in der Ägyptologie können die Aussagen Westendorfs hinsichtlich der Funktionen der Mafdet in der Frühzeit nicht bestätigen, da bislang keine stichhaltigen Belege vorliegen. Auch fehlen für die Vermutung des Weiterlebens der Mafdet in anderen Gottheiten konkrete Hinweise.

### Mafdet als Verkörperung des Panthers
Die weiteren Ausführungen von Wolfhart Westendorf hinsichtlich der Verbindung des Pantherfells als Symbol der Mafdet und ihrer lebenserhaltenden und wiederbelebenden Kräfte finden in der Ägyptologie Zustimmung. Besonders deutlich zeigen sich diese Funktionen in den Titeln, die Mafdet führte.
Zugleich ist Mafdet „Herrin der Versorgung mit Lebensmitteln“ und war für das persönliche Wohlergehen des Königs verantwortlich. Der von Mafdet getragene Pantherfellumhang ist oft in Speisetischszenen und im Rahmen der rituellen Opfergaben in Form von Kleidung für den Verstorbenen anzutreffen.

## Erwähnenswertes
1988 erschien für die Computersysteme Amiga und Atari ST ein Computerspiel mit der Göttin als Hauptfigur (Mafdet and the Book of the Dead).